# Amaya (película)
Amaya es una película española dirigida por Luis Marquina y estrenada en el año 1952 basada en la novela de Francisco Navarro Villoslada del año 1879 de título: ‘Amaya o los vascos en el siglo VIII’. Rodada en B/N.

## Argumento
Amaya es hija del príncipe godo Ranimiro y una descendiente del patriarca vasco Aitor. La trama muestra las guerras y rencillas continuas entre vasco-navarros y godos.

## Reparto
- José Bódalo: Teodosio
- Rafael Luis Calvo: Eudonio
- Susana Canales: Amaya
- Ramón Elías: Hermano Paconio
- Armando Moreno: Capitán Munio
- Julio Peña: Iñigo García
- Pedro Porcel: Vladimiro
- Porfiria Sanchiz: Amagoya

## Rodaje en exteriores
Rodada en el País Vasco y Navarra.